# Hylaeus asininus
Hylaeus asininus là một loài Hymenoptera trong họ Colletidae. Loài này được Cockerell & Casad mô tả khoa học năm 1895.